# Secretariado-Geral do Conselho da União Europeia
O Secretariado-Geral do Conselho da União Europeia, também conhecido como Secretariado do Conselho, coadjuva o Conselho da União Europeia, incluindo a sua Presidência rotativa, e o Conselho Europeu. Esta estrutura é dirigida por um Secretário-Geral, que é ao mesmo tempo o Alto Representante da União para os Negócios Estrangeiros e a Política de Segurança. O dinamarquês Jeppe Tranholm-Mikkelsen é, atualmente, o Secretário-Geral do Conselho. Os Secretariados da União da Europa Ocidental, do Acordo de Schengen e Cooperação Política Europeia foram integrados no Secretariado do Conselho.

## Funções
As funções do Secretariado do Conselho são triplas (Christiansen, 2002): 
- "deve ser estreita e permanentemente envolvido em organizar, coordenar e assegurar a coerência dos trabalhos do Conselho e a execução do seu programa anual".[1] Isto implica "tarefas tradicionais", tais como a organização de salas e de tradução, exarar a acta de cada reunião, mas o Secretariado do Conselho, tem também, devido à sua experiência e continuidade, um papel de jurista e consultor político para a Presidência da UE.
- O Secretariado do Conselho também desempenha um importante papel nas conferências intergovernamentais da UE (CIG), porque desempenha o Secretariado das CIG. Para além de assessoria jurídica, também tenta ser um mediador neutro entre os Estados-Membros. Observadores próximos têm considerado que o Secretariado do Conselho, juntamente com a Presidência, é o mais importante interveniente nas CIG.[2]
- O Secretariado do Conselho desempenha um papel particularmente importante no domínio da Política Externa e de Segurança Comum e Política Europeia de Segurança e de Defesa. Isto porque os Estados-Membros receavam perder a soberania para a supranacional Comissão Europeia, em vez de terem autoridade delegada para o Secretariado do Conselho neste domínio. Dentro do Secretariado existem direções com um número substancial de funcionários que trabalham em questões de política externa e o Secretariado acolhe também o Pessoal Militar da União Europeia. Desde janeiro de 2007, o Secretariado do Conselho tem o seu próprio centro de operações independente.[3]

## Futura leitura
- Beach, D. (2004), ‘The unseen hand in treaty reform negotiations: the role and influence of the Council Secretariat’, Journal of European Public Policy, 11(3), pp. 408–439.
- Christiansen, T. (2002), ‘Out of the Shadows: The General Secretariat of the Council of Ministers’, Journal of Legislative Studies, 8(4), pp. 80–97.
- Duke, S. & Vanhoonacker, S. (2006), ‘Administrative governance in the CFSP: development and practice’, European Foreign Affairs Review, 11(2), pp. 163–182.
- Gray, M. & Stubb, A. (2001), ‘Keynote article: The Treaty of Nice – Negotiating a Poisoned Chalice?’, Journal of Common Market Studies, 39 Annual Review, pp. 5–23.
- Hayes-Renshaw, F. & Wallace, H. (2006), The Council of Ministers, Londres: Palgrave Macmillan.
- Westlake, M. & Galloway, D. (2004), The Council of the European Union, Londres: John Harper.